# Елиът Голдентал
Елиът Голдентал (на английски: Elliot Goldenthal) е американски филмов композитор, печелил „Златен глобус“ и „Оскар“ за филмова музика. Роден е на 2 май 1954 г. в Ню Йорк.

## Филмография

### Композитор
- „Гробище за домашни любимци“ (1989)
- „Пришълецът 3“ (1992)
- „Разрушителят“ (1993)
- „Интервю с вампир“ (1994)
- „Батман завинаги“ (1995)
- „Тайнствени гласове“ (1995)
- „Жега“ (1995)
- „Време да убиваш“ (1996)
- „Майкъл Колинс“ (1996)
- „Батман и Робин“ (1997)
- „Малкият касапин“ (1997)
- „Сфера“ (1998)
- „Видението“ (1999)
- „Реална фантазия“ (2001)
- „Фрида“ (2002)
- „Добрият крадец“ (2002)
- „S.W.A.T.: Специален отряд“ (2003)
- „През Вселената“ (2007)
- „Обществени врагове“ (2009)
- „Бурята“ (2010)

### Актьор
- „Фрида“ (2002)